# Маттийзен, Ало Эвальдович
Ало Эвальдович Маттийзен (эст. Alo Mattiisen, 22 апреля 1961, Йыгева — 30 мая 1996, Таллин) — эстонский музыкант и композитор. Лауреат Национальной премии Эстонии по культуре (1996).

## Биография

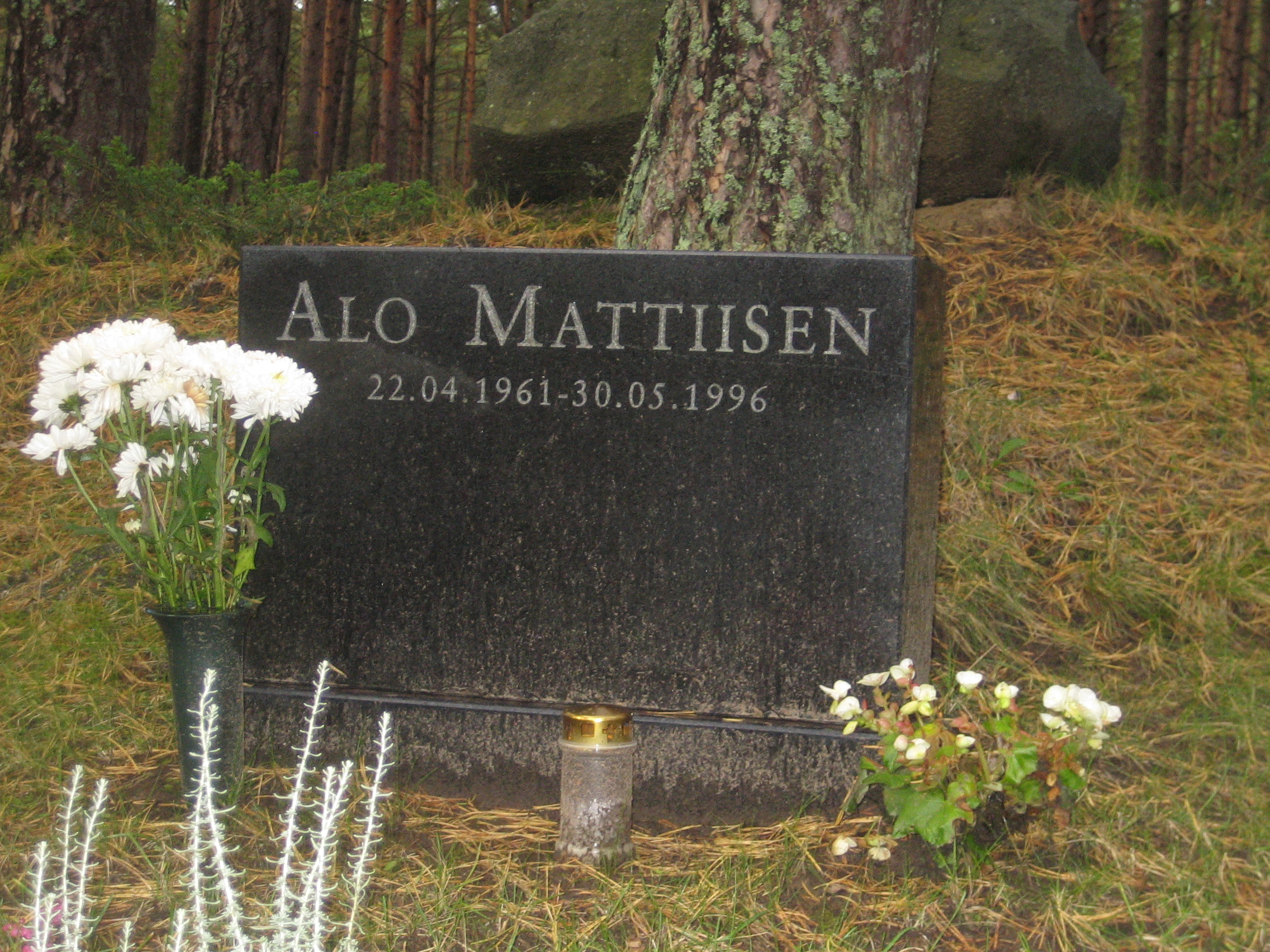
Могила на Лесном кладбище Таллина

Со второго класса учился также в музыкальной школе, потом увлёкся спортом (баскетбол, лёгкая атлетика) и даже обдумывал оставить ради него занятия музыкой.
В 1984 году окончил Таллиннскую государственную консерваторию по специальности музыкальная педагогика, а в 1988 году — по композиции.
В 1983 году Маттиизен заменил Эркки-Свена Тюура в группе In Spe. Первое выступление Маттиизена с группой состоялось в январе 1984 года.
Занимал активную гражданскую позицию, выступал в защиту окружающей среды.
Умер от инфаркта в возрасте 35 лет. Похоронен на Лесном кладбище Таллина.
Вошёл в составленный в 1999 году по результатам письменного и онлайн-голосования список 100 великих деятелей Эстонии XX века.

## Фильмография
1992 — Вернись, Лумумба
1988 — «Дела-делишки»

## Память
На здании музыкальной школы в Йыгева, где учился Ало Маттийзен, к его 45-летию была установлена памятная доска.